# Lac Sutherland
Pour les articles homonymes, voir Sutherland.
 (août 2016).
Si vous disposez d'ouvrages ou d'articles de référence ou si vous connaissez des sites web de qualité traitant du thème abordé ici, merci de compléter l'article en donnant les références utiles à sa vérifiabilité et en les liant à la section « Notes et références ».
Le lac Sutherland est un lac de la péninsule Olympique relevant du comté de Clallam, dans le Washington, aux États-Unis.